# Heinrich Füllmaurer
Heinrich Füllmaurer est un peintre et dessinateur allemand de la Renaissance.

## Biographie
Il est un ami proche du théologien réformateur Kaspar Gräter, qui devient plus tard prédicateur luthérien à la cour ; en 1537, Gräter lui dédie un catéchisme. Heinrich Füllmaurer est documenté comme ayant travaillé avec Albrecht Mayer et Marx Weiss le jeune (1536-80) sur la décoration peinte des appartements ducaux à Stuttgart. Il collabore également avec Mayer sur une série de plus de 500 dessins en couleur. Certaines œuvres de cet artiste sont   gravées par Specklin.